# Alessandro Tota
Alessandro Tota (Bari, 1982) è un fumettista e illustratore italiano.
Diplomato in Pittura all'Accademia delle Belle Arti di Bologna. Vive e lavora a Parigi.

## Biografia
Durante il periodo di studi è tra i fondatori della rivista Canicola, che vince il Prix Fanzine/BD Alternative al Festival d’Angoulême nel 2007.
L'anno successivo Tota vince il Prix du concours pour jeunes auteurs al festival Fumetto di Lucerna.
Nel 2006 si trasferisce a Parigi e lavora come assistente del disegnatore Igort.
Il suo primo romanzo grafico Terre d'Accueil (ed. Sarbacane 2010) tratta, tra realismo e narrazione fantastica, delle vicissitudini di un gruppo di immigrati a Parigi. Pubblicato in Italia con il titolo Yeti da Coconino Press, il libro vince il premio Miglior Opera Prima e il Premio della Critica XL al Romics del 2010, e il Miglior Libro Italiano al Treviso Comic Book Festival dello stesso anno.
Dal 2010 insegna fumetto a Parigi.
Il suo secondo libro, Fratelli, viene pubblicato nel 2011 dalle Editions Cornélius per la Francia e da Coconino Press per l'Italia. Nello stesso anno Alessandro Tota figura tra gli autori scelti per l'esposizione Graphicnovel.it all'Istituto di Cultura Italiano di Parigi.
Nel 2012 esce in Italia per Fandango Libri il suo terzo lavoro: Palacinche - Storia di un'esule fiumana, un reportage a fumetti e fotografia realizzato con la fotografa Caterina Sansone (pubblicato in Francia dalle Éditions de l'Olivier nel 2012 e in Germania dalle ed. Reprodukt nel 2015).
Nel 2013 debutta come autore di libri per l'infanzia per L'Ecole des Loisirs con President!
Nel 2014 comincia la pubblicazione della serie a fumetti per bambini Caterina, con le Edizioni Dargaud (due volumi pubblicati), che vedranno la luce anche in Italia grazie a Canicola Edizioni. Lo stesso anno è invitato a tenere una conferenza sul fumetto autobiografico alla Biblioteca del Centro George Pompidou.
Dal 2015 collabora con Pierre Van Hove. Il loro primo lavoro è Il Ladro di Libri, pubblicato in Francia, Italia, Germania. Il volume ha vinto il premio "Gran Guinigi" nella categoria Miglior Graphic Novel al Lucca Comics and Games 2015, e il premio per la migliore sceneggiatura al Napoli Comicon.
Nel 2016 pubblica Charles, antologia a fumetti tratta dai suoi quaderni di appunti (i cosiddetti carnet d'artista). In questo volume, Tota racconta delle vicissitudini di un gruppo di ragazzi baresi alle prese con uno strano personaggio che sostiene di essere Charles Baudelaire.
Due anni dopo, nel 2018 torna a raccontare le vicende degli stessi ragazzi in Estate, volume pubblicato da Oblomov Edizioni, la nuova casa editrice di Igort.
Nel 2023 esce La magnifica illusione - New York 1938.  Si tratta della prima parte di un progetto ad ampio respiro, che racconta di una giovane aspirante fumettista che si trasferisce dalla fattoria dei suoi genitori alla Grande Mela, dove si scontrerà con la realtà della Golden Age del fumetto americano. Il volume ottiene la nomination come Miglior Libro al Festival di Angoulême.
Nel 2024, con i disegni di Andrea Settimo, scrive La novella dell’avventuriero, romanzo ambientato nell’Italia del 1520.
Il suo lavoro è stato pubblicato sulle riviste: Canicola, Hamelin, Lo Straniero, Orang (Reprodukt), Kuti Kuti, Tabloid, Il Corriere della Sera, Kultur & Gespenster, Black (Coconino Press), Internazionale, Papier Gâché, RepubblicaXL, Lapin (L'Association), Stripburger, Animals (Coniglio Editore) Dopututto Max (Misma Editions).

## Opere
- 2010 - Yeti, Coconino (Italia) / Terre d'accueil, Sarbacane (Francia)
- 2011 - Fratelli, Coconino (Italia), Cornélius (Francia)
- 2012 - Palacinche, storia di un'esule fiumana, con Caterina Sansone, Fadango (Italia), L'Olivier (Francia), Reprodukt (Germania)
- 2013 - Président!, L'école des Loisirs
- 2014 - Caterina e i capellosi, Canicola (Italia) / Caterina, tome 1: Le gang des chevelus, Dargaud (Francia) - Selezionato per il prix jeunesse d'Angoulème.
- 2015 - Il ladro di libri, Coconino (Italia) / Le Voleur de Livres, Futuropolis (Francia) - Disegni di Pierre Van Hove
- 2015 - Caterina e Orlando, Canicola (Italia) / Caterina, tome 2: L'histoire d'Orlando, Dargaud (Francia)
- 2016 - Joseph et le magicien, L'école des Loisirs (Francia)
- 2016 - Charles, Coconino (Italia), Cornélius (Francia)
- 2018 - Estate, Oblomov (Italia) / Un été, Cornélius (Francia)
- 2023 - La magnifica illusione, libro 1 - New York 1938, Coconino (Italia) / L'Illusion magnifique, livre 1 - New York 1938, Gallimard BD (Francia)
- 2024 - La novella dell'avventuriero, Coconino (Italia) - Disegni di Andrea Settimo
- 2024 - Lo specchio, Canicola (Italia)

## Premi
- Il ladro di Libri - premio "Gran Guinigi" nella categoria Miglior Graphic Novel al Lucca Comics and Games 2016. Premio Miglior Sceneggiatura al Napoli Comicon 2016.
- Terre d'accueil - premio Miglior Opera Prima e Premio della Critica al Romics 2010. Miglior Libro Italiano al Treviso Comic Book Festival 2010
- Prix du concours pour jeunes auteurs al festival Fumetto ! de Lucerna nel 2008 con una storia breve
- La rivista Canicola riceve il Prix Fanzine/BD Alternative al Festival d’Angoulême nel 2007